# Krasnoritschenske
Krasnoritschenske (ukrainisch Красноріченське; russisch Краснореченское Krasnoretschenskoje) ist eine Siedlung städtischen Typs in der ukrainischen Oblast Luhansk mit etwa 4300 Einwohnern (2014).

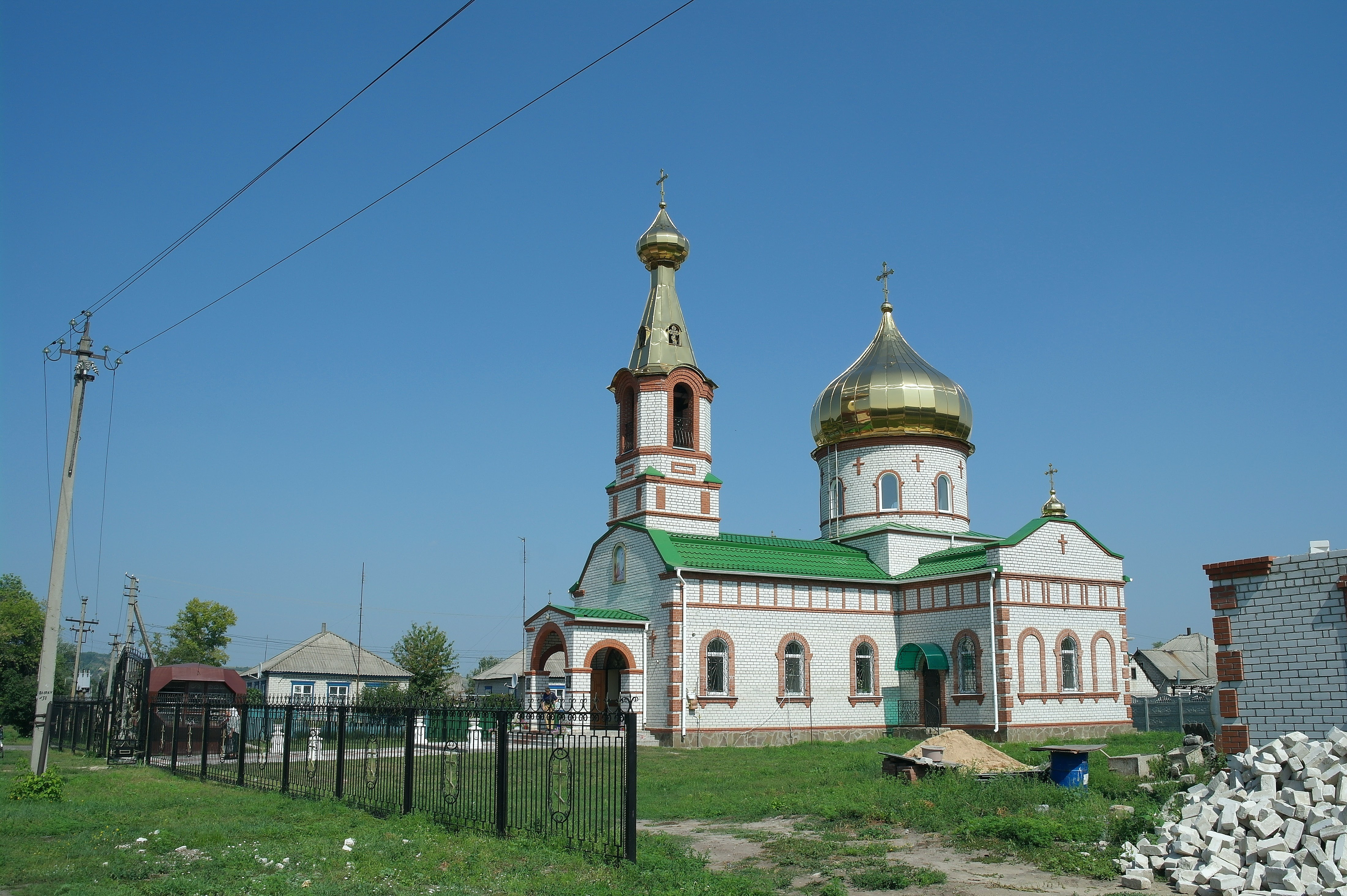
Kirche im Ort

Krasnoritschenske wurde 1701 unter dem Namen Kabanske (Кабанське) gegründet und erhielt 1957 den Status einer Siedlung städtischen Typs.
Krasnoritschenske liegt am Ufer der Krasna, einem linken Nebenfluss des Siwerskyj Donez 27 km nördlich vom ehemaligen Rajonzentrum Kreminna.

## Verwaltungsgliederung
Am 14. Juli 2017 wurde die Siedlung zum Zentrum der neugegründeten Siedlungsgemeinde Krasnoritschenske (Красноріченська селищна громада/Krasnoritschenska selyschtschna hromada). Zu dieser zählten auch die 4 in der untenstehenden Tabelle aufgelistetenen Dörfer, bis dahin bildete sie zusammen mit den Dörfern Ploschtschanka und Salyman die gleichnamige Siedlungsratsgemeinde Krasnoritschenske (Красноріченська селищна рада/Krasnoritschenska selyschtschna rada) im Norden des Rajons Kreminna.
Am 12. Juni 2020 wurde kamen noch die 5 Dörfer Hrekiwka, Makijiwka, Newske, Nowoljubiwka und Nowowodjane zum Gemeindegebiet.
Seit dem 17. Juli 2020 ist sie ein Teil des Rajons Swatowe.
Folgende Orte sind neben dem Hauptort Krasnoritschenske Teil der Gemeinde:
| Name                     | Name              | Name                                 |
| ukrainisch transkribiert | ukrainisch        | russisch                             |
| ------------------------ | ----------------- | ------------------------------------ |
| Baranykiwka              | Бараниківка       | Бараниковка (Baranikowka)            |
| Hrekiwka                 | Греківка          | Грековка (Grekowka)                  |
| Makijiwka                | Макіївка          | Макеевка (Makejewka)                 |
| Newske                   | Невське           | Невское (Newskoje)                   |
| Nowoljubiwka             | Новолюбівка       | Новолюбовка (Nowoljubowka)           |
| Nowooleksandriwka        | Новоолександрівка | Новоалександровка (Nowoalexandrowka) |
| Nowowodjane              | Нововодяне        | Нововодяное (Nowowodjanoje)          |
| Ploschtschanka           | Площанка          | Площанка                             |
| Salyman                  | Залиман           | Залиман (Saliman)                    |